# 24. junij
24. junij je 175. dan leta (176. v prestopnih letih) v gregorijanskem koledarju. Ostaja še 190 dni.

## Dogodki
- 1210 – Majnhard II. Goriški izda listino, s katero Gorici podeli pravico do tedenskega sejma
- 1314 – v bitki pri Bannockburnu Škoti pod vodstvom Roberta Brucea premagajo Angleže in ponovno pridobijo neodvisnost
- 1441 – ustanovljen Eton College
- 1497 – John Cabot pristane na obali Nove Fundlandije ali Cape Bretona in tako prvi po Vikingih odkrije to ozemlje
- 1509 – Henrik VIII. Tudor okronan za angleškega kralja
- 1534 – Jacques Cartier odkrije Otok princa Edvarda
- 1535 – konec anabaptističnega upora v Münstru
- 1597 – nizozemska odprava v Vzhodno Indijo doseže Bantam na otoku Java
- 1662 – Nizozemci neuspešno poskušajo zasesti Macao
- 1664 – ustanovljena kolonija New Jersey
- 1692 – ustanovljen Kingston na Jamajki
- 1717 – v Londonu ustanovljena prva prostozidarska loža
- 1793 – sprejeta prva republikanska ustava v Franciji
- 1812 – Napoléon Bonaparte napade Rusijo
- 1859 – v bitki pri Solferinu francosko - piemontska vojska premaga avstrijsko
- 1861 – Tennessee se kot 11. zvezna država odcepi od ZDA
- 1880 – prvič se zapoje bodoča kanadska himna O Canada
- 1894 – Mednarodni olimpijski komite sklene, da bodo olimpijske igre vsaka štiri leta
- 1901 – odprta prva razstava Picassovih slik
- 1910 – Japonska napade Korejo
- 1913 – Grčija in Srbija razveljavita zavezništvo z Bolgarijo
- 1915 – 800 ljudi izgubi življenje, ko se v Chicagu prevrne parnik Eastland
- 1918 – Nemci začno s topom Debela Berta obstreljevati Pariz
- 1923 – V Lausanni podpišejo mirovno pogodbo, ki konča vojno med Grčijo in Turčijo ter določi obvezno izmenjavo manjšin
- 1932 – z vojaškim udarom se konča kraljeva absolutna oblast v Siamu (Tajski)
- 1940 – Francija in Italija podpišeta premirje
- 1941 – Nemčija zesede Vilno, Kaunas in Brest-Litovsk
- 1942 – Charles de Gaulle podpiše sporazum (francoska karta) med Svobodno Francijo in notranjim odporniškim gibanjem
- 1944 – dansko odporniško gibanje poruši največjo tovarno orožja v prestolnici
- 1946 – Georges Bidault postane francoski predsednik vlade
- 1948 – Sovjetska zveza zapre vse kopenske in vodne poti do Berlina
- 1950 – začetek korejske vojne
- 1963 – Združeno kraljestvo dodeli Zanzibarju notranjo samoupravo
- 1975 – v strmoglavljenju Boeinga 727 pri New Yorku izgubi življenje 113 ljudi
- 1981 – v Medžugorju v Bosni in Hercegovini se začnejo Marijina prikazovanja
- 1983 –
  - prva ameriška astronavtka, Sally Kristen Ride, se vrne na Zemljo
  - Jaser Arafat izgnan iz Damaska
- 1991 – slovenska skupščina določi sedanjo slovensko zastavo in grb

## Rojstva
- 1210 – Florjan IV., holandski grof († 1234)
- 1244 – Henrik I., deželni grof Hessena († 1308)
- 1254 – Florijan V., holandski grof († 1296)
- 1293 – Ivana Burgundska, francoska kraljica, regentinja († 1348)
- 1311 – Filipa Hainauška, angleška kraljica († 1369)
- 1322 – Ivana Brabantska, vojvodinja Brabanta in Limburga († 1406)
- 1343 – Ivana Valoiška, navarska kraljica († 1373)
- 1360 – Nuno Álvares Pereira, portugalski general, svetnik († 1431)
- 1519 – Theodor Beza, francoski reformator, kalvinistični teolog, biblicist († 1605)
- 1542 – Sveti Janez od Križa, španski karmeličanski menih, mistik in cerkveni učitelj († 1591)
- 1777 – John Ross, britanski polarni raziskovalec († 1856)
- 1795 – Ernst Heinrich Weber, nemški fiziolog († 1878)
- 1803 – George James Webb, angleško-ameriški skladatelj († 1887)
- 1842 – Ambrose Gwinnett Bierce, ameriški pisatelj († 1913 ali 1914)
- 1860 – Marcel Treich-Laplène, francoski raziskovalec († 1890)
- 1882 – Carl Diem, nemški športni znanstvenik († 1962)
- 1883 – Victor Franz Hess, avstrijsko-ameriški fizik, nobelovec 1936 († 1964)
- 1888 – Gerrit Rietveld, nizozemski arhitekt († 1964)
- 1897 – Franjo Kršinić, hrvaški kipar († 1982)
- 1899 – Bruce Marshall, škotski pisatelj († 1987)
- 1901 – Harry Partch, ameriški skladatelj († 1974)
- 1905 – Boris Kalin, slovenski kipar († 1975)
- 1908 –
  - Danijel Halas, slovenski duhovnik, mučenec in Božji služabnik († 1945)
  - Slavko Pengov, slovenski slikar († 1966)
  - Artjom Izakovič Alihanjan, ruski fizik († 1978)
- 1911 – Juan Manuel Fangio, argentinski avtomobilski dirkač († 1995)
- 1915 – sir Fred Hoyle, britanski astronom, astrofizik, kozmolog, matematik, pisatelj, popularizator znanosti († 2001)
- 1930 – Claude Chabrol, francoski filmski režiser († 2010)
- 1941 – Julia Kristeva, bolgarsko-francoska filozofinja
- 1942 – Mick Fleetwood, angleški bobnar
- 1946 – Ellison Shoji Onizuka, ameriški astronavt († 1986)
- 1947 – Stanislav Košir, slovenski surdopedagog - logoped
- 1967 – Janez Lapajne, slovenski filmski režiser
- 1972 – Denis Žvegelj, slovenski veslač
- 1986 – Sandi Čebular, slovenski košarkar
- 1987 – Lionel Messi, argentinski nogometaš

## Smrti
- 1046 – Džeongdžong, korejski kralj dinastije Gorjeo (* 1018)
- 1160 – Arnold iz Selenhofna, nadškof Mainza
- 1195 – Albert I. Ponosni, mejni grof Meissena (* 1158)
- 1253 – Amadej IV., savojski grof (* 1197)
- 1241 – Ivan Asen II., bolgarski car (* ni znano)
- 1291 – Eleanora Provansalska, angleška kraljica (* 1223)
- 1322 – Matteo I. Visconti, vladar Milana (* 1250)
- 1360 – Ismail II., granadski emir (* 1338)
- 1382 – Winrich von Kniprode, veliki mojster vitezov križnikov (* 1310)
- 1398 – cesar Hongwu, kitajski cesar dinastije Ming (* 1328)
- 1519 – Lucrezia Borgia, italijanska kneginja (* 1480)
- 1637 – Nicolas-Claude Fabri de Peiresc, francoski astronom, humanist (* 1580)
- 1816 –  Konstantin Ipsilanti, moldavski in vlaški knez (1760)
- 1835 – 
  - Tomás de Zumalacárregui y de Imaz, španski general (* 1788)
  - Andreas vokos Miaulis, grški admiral (* 1768)
- 1908 – Stephen Groover Cleveland, ameriški predsednik (* 1837)
- 1922 – Walther Rathenau, nemški industrialec, politik judovskega rodu (* 1867)
- 1940 – Alfred Fowler, angleški astronom (* 1868)
- 1982 – 
  - Duša Počkaj, slovenska gledališka in filmska igralka (* 1924)
  - Kiril Nikolajevič Tavastšerna, ruski astronom (* 1921)
- 2023 – Ema Prodnik, slovenska pevka (* 1941)

## Prazniki in obredi
- praznik rojstva Janeza Krstnika v Rimskokatoliški in v pravoslavnih Cerkvah (v Cerkvah, ki uporabljajo še stari pravoslavni koledar, je ta praznik 7. julija)
- Nova Fundlandija in Labrador (Kanada) - dan odkritja
- Peru – dan Indijancev
- Škotska – dan Bannockburna